# Arthrobotrys oligospora
Arthrobotrys oligospora är en svampart som beskrevs av Fresen. 1850. Arthrobotrys oligospora ingår i släktet Arthrobotrys och familjen vaxskålar.   Inga underarter finns listade i Catalogue of Life.